# Assassinats a Mulhouse
Assassinats a Mulhouse (títol original en francès, Meurtres à Mulhouse) és un telefilm francès de la col·lecció Assassinats a..., coescrit per Jérôme Amory i François Guérin i dirigit per Delphine Lemoine. Es va estrenar al canal France 3 el 2 d'octubre de 2021. S'ha doblat al català per a TV3, que va emetre'l per primer cop el 15 de juny de 2025.
El rodatge va tenir lloc a Mülhausen, els seus voltants, les muntanyes dels Vosges i la route des Crêtes.
En l'estrena francesa, va assolir els 4,8 milions d'espectadors, cosa que representava el 24,4% de la quota d'audiència.

## Sinopsi
Quan investiga un crim comès en una antiga mina a prop de Mulhouse, la tinenta Sandra Bauer sospita de l'advocada que li va prendre la custòdia del seu fill quan es va divorciar. Però, per atrapar-la, la Sandra s'ha d'enfrontar al seu germà, el Frédéric Bauer, que també és advocat. Durant la investigació, la tinenta s'ha d'endinsar en una llegenda sobre sant Nicolau. A més, la Sandra i el seu germà retornen a un fet tràgic del passat: la desaparició, tres anys abans, del seu nebot Bastien, d'onze anys.